# Осоргины
Осо́рьины (Осо́ргины) — древний (нетитулованный) дворянский род, восходящий к XV веку.

## Происхождение и история рода
Происходит от Александра Осорьина, убитого в бою с Маметуком под Суздалем в 1445 году. Особо почитаемым представителем рода Осоргиных является святая праведница Иулиания Лазаревская (Муромская).
По информации из Гербовника, «фамилии Осоргиных многие Российскому Престолу служили дворянские службы в разных чинах и жалованы были от Государя в 1501 и других годах поместьями. Все сие доказывается жалованными на поместья грамотами, с правками Разрядного Архива, Вотчинного департамента и родословною Осоргиных» (Гербовник, V, 43). Опричниками Ивана Грозного числились Иван Иванович и Тимофей Суботин Осорьгины (1573). Губной староста Дружина Осоргин воевода в Муроме (1626-1628 и 1640).
А. Б. Лакиер в своём труде «Русская геральдика» (глава 17, § 91) указывает на родство герба Осоргиных с польским гербом Ровня (пол. Rownia)
.
Род Осоргиных внесён в родословные книги губерний:
- Калужской[6] (части: VI 1866)
- Московской[7] (части: VI 1842)
- Нижегородской
- Оренбургской (части: II 1849, VI)
- Самарской (части: VI 1853)
- Санкт-Петербургской (части: VI 1859)
- Саратовской (части: VI 1792)
- Симбирской
- Уфимской

## Описание герба
Щит разделён диагонально с правого верхнего угла на 2 части, из коих в верхней в голубом поле изображено сияющее солнце (польский герб Солнце). В нижней в красном поле виден меч, пронзённый сквозь серебряный полумесяц.
Щит увенчан обыкновенным дворянским шлемом с дворянской на нём короной. Намёт на щите красный, подложенный золотом. По сторонам щита поставлены: с правой стороны — лев с мечом, а с левой — воин с копьём. Герб рода Осоргиных внесён в Часть 5 Общего гербовника дворянских родов Всероссийской империи, стр. 43 Архивная копия от 14 октября 2011 на Wayback Machine.

## Родственные роды
Апраксины, Аристовы(?), Ахлебинины, Бенкендорфы, Великопольские, Волконские, Воронцовы, Гагарины, Голицыны, Городецкие, Григорьевы,Дурасовы, Елагины, Жилинские, Зубатовы, Казимировы, Каховские, Квашнины-Самарины, Кологривовы, Комаровские, Кречетниковы, Крюковы, Кусовниковы, Лопухины, Лыкошины, Мартыновы, Муравьевы, Набели, Новаковские, Обуховы, Озеровы, Ояцкие, Повалишины, Постниковы, Розеншильд фон Паулин, Самарины, Слепцовы, Смольковы, Суровцевы, Теняковы, Трубецкие, Тутуновы, Устиновы, Ушаковы, Чуносовы, Шмеманы